# Copa do Mundo de Esqui Alpino de 1983
A Copa do Mundo de Esqui Alpino de 1983 foi a 17º edição da Copa do Mundo, ela foi iniciada em dezembro de 1982 na Suíça e finalizada em março de 1983 no Japão.
Os estadunidenses Phil Mahre venceu no masculino, enquanto no feminino Tamara McKinney foi a campeã geral.